# Banba

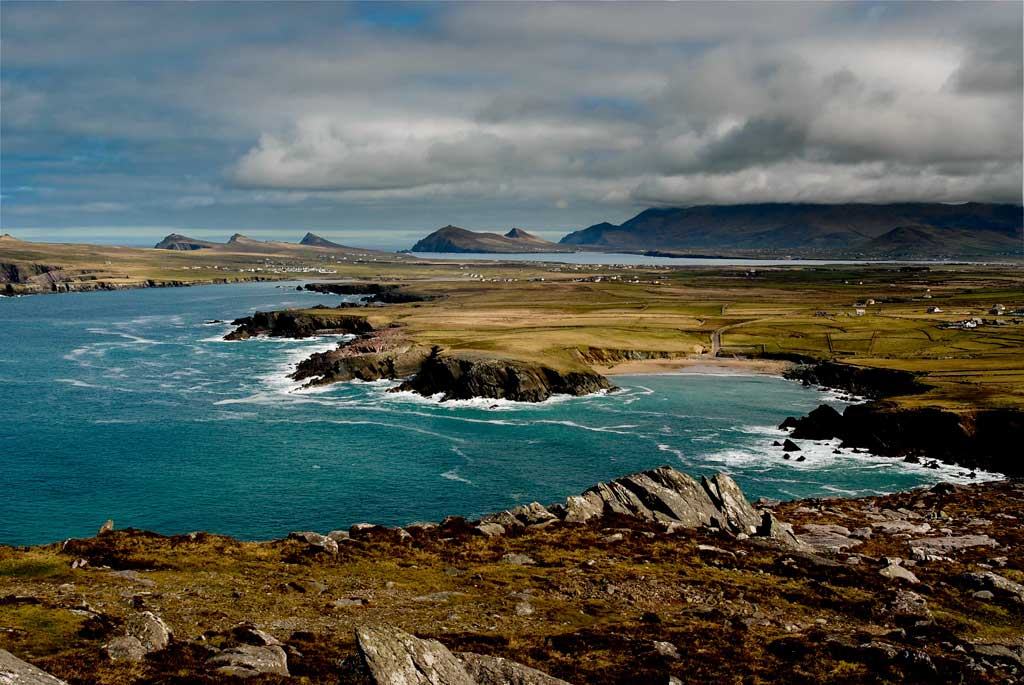
Dingle, Irlanda, regió on els milesians haurien trobat Banba i els hostes de fades.

En la mitologia irlandesa, Banba (ortografia moderna: Banbha [ˈbˠanˠəwə]), filla de Delbáeth i Ernmas dels Tuatha Dé Danann, és una deessa patrona d'Irlanda. Estava casada amb Mac Cuill, net dels Dagda.
Va formar part d'un important triumvirat de deesses patrones, amb les seves germanes, Ériu i Fódla. Segons Seathrún Céitinn, adorava a Macha, qui de vegades també s'anomena filla d'Ernmas. Per tant, les dues deesses es poden considerar equivalents. Céitinn també es refereix a una tradició segons la qual Banbha va ser la primera persona que va posar un peu a Irlanda abans del diluvi, en una variació de la llegenda de Cessair.
Al Tochomlad mac Miledh a hEspain i nErind: no Cath Tailten, es relata que mentre els milesians viatjaven per Irlanda, "es van trobar amb la victoriosa Banba entre la seva tropa d'hostes màgics de fades" a la muntanya Senna, la muntanya pedregosa de Mes. Una nota al peu identifica aquest lloc com a Slieve Mish a Corcu Duibne, comtat de Kerry. El sòl d'aquesta regió és un podzol no lèptic . Si el personatge de Banba es va originar en una deessa de la terra, el podzol no lèptic podria haver estat el tipus de terra particular del qual ella n'era la divinització.
El LÉ Banba (CM11), un vaixell del Servei Naval Irlandès, va rebre el seu nom.
Inicialment, podria haver estat una deessa de la guerra així com una deessa de la fertilitat.